# Люксембургски франк
Вижте пояснителната страница за други значения на франк.
Люксембургският франк (на немски: Luxemburger Franken; на френски: franc luxembourgeois, на люксембургски: Lëtzebuerger Frang) е бившата парична единица на Люксембург, използвана между 1854 и 2002 г., с изключение на периода 1941 – 1944 г. От 1944 до 2002 г. стойността му е равна на тази на белгийския франк. Люксембургският франк остава в обращение до 2002 г., когато е заменен от еврото.

## История
Завладяването на по-голямата част от Западна Европа от Революционна и Наполеонова Франция довежда до широкото разпространение на френския франк, включително в Люксембург. Присъединяването към Нидерландия през 1815 г. довежда до това нидерландския гулден да стане валута на Люксембург. След независимостта на Белгия от Нидерландия, белгийският франк е приет през 1839 г. и е в обращение в Люксембург до 1842 г. и отново от 1848 г. Между 1842 и 1848 г. Люксембург (като част от германския митнически съюз) използва за официална валута пруския талер.
През 1854 г. Люксембург започва да емитира свой собствен франк, равен на белгийския франк. Люксембургският франк последва белгийския франк и влиза в Латинския валутен съюз през 1865 г. През 1926 г. Белгия се оттегля от Латинския валутен съюз. Валутният съюз от 1921 г. на Белгия и Люксембург обаче оцелява, формирайки основата за зараждащия се Белгийско-Люксембургски икономически съюз през 1932 г. През 1935 г. връзката между люксембургския и белгийския франк е преразгледана.
През май 1940 г. франкът е обвързан с германската райхсмарка в размер на 4 франка = 1 райхсмарка. Това е променено на 10 франка = 1 райхсмарка през юли 1940 г. На 26 август 1940 г. райхсмарката е обявена за законно платежно средство в Люксембург, а на 20 януари 1941 г. тя е обявена за единственото законно платежно средство и франкът е премахнат. Люксембургският франк е възстановен през 1944 г., отново обвързан с белгийския франк по номинал.
През август 1993 г. Европейският механизъм за обменни курсове разширява своя марж на интервенция до 15%, за да приспособи спекулациите срещу френския франк и други валути. Като извънредна мярка срещу генерирания от това натиск върху европейските валути, министърът на финансите Жан-Клод Юнкер тайно нарежда да бъдат отпечатани нова серия банкноти от люксембургски франкове – нова валута, която няма да бъде обвързана с белгийския франк. Като мярка за сигурност банкнотите изобразяват великата херцогиня Шарлот, починала през 1985 г. Това е направено, за да се запази тайната, тъй като Юнкер вярва, че никой няма да повярва, че новите банкноти ще представят бивш монарх. Освен Юнкер само великият херцог Жан и премиерът Жак Сантер са наясно със схемата. Банкнотите никога не са били използвани и са били изгорени от армията през 1999 г. в деня, когато е въведено еврото. През 2019 г. Юнкер, тогавашен председател на Европейската комисия, прави публично достояние историята на среща на Европейската централна банка.
Люксембургският франк е фиксиран на 1 евро = 40,3399 франка на 1 януари 1999 г. От 1999 до 2002 г. франкът е официално подразделение на еврото (1 евро = 40,3399 франка), но еврото не е в обращение във физическа форма преди 1 януари 2002 г. Съгласно принципа „без задължение и без забрана“ финансовите транзакции могат да бъдат се извършват в евро и франкове, но физическите плащания могат да се извършват само във франкове, тъй като евро банкнотите и монетите все още не са налични. Евромонетите и банкнотите са въведени на 1 януари 2002 г. Монетите и банкнотите от стари франкове губят статута си на законно платежно средство на 1 март 2002 г.
Въпреки че подобно на монетите от белгийски франкове, монетите от люксембургски франкове престават да бъдат конвертируеми в евро на 31 декември 2004 г., банкнотите от люксембургски франкове остават конвертируеми в евро за неопределено време в Централната банка на Люксембург.

## Използване на белгийския франк
Между 1944 г. и 2002 г. 1 люксембургски франк се равнява на 1 белгийски франк. Белгийските франкове са законно платежно средство в Люксембург, а люксембургските франкове са законно платежно средство в Белгия. Въпреки това, плащанията в люксембургски банкноти обикновено се отказват от търговци в Белгия поради незнание, или поради страх, че другите им клиенти ще откажат банкнотите (отново или поради невежество, или от страх да не им бъде отказано плащане с тях по-късно), което ги принуждава да преминат през неприятното пътуване до своята банка, за да осребрят стойността на банкнотата.
С няколко изключения, монетите са идентични по размер, форма и състав. Въпреки че имат различен дизайн, монетите се разпространяват както в Люксембург, така и в Белгия.

## Монети
Първите монети са емитирани през 1854 г., в купюри от 2+1⁄2, 5 и 10 сантима. През 1901 г. бронзовите монети от 5 и 10 сантима са заменени от монети от купроникел. През 1915 – 1916 г. цинкови монети от 5, 10 и 25 сантима са емитирани от окупационните германски сили. След Първата световна война железните монети са емитирани в същите деноминации, преди купроникълът да бъде въведен отново през 1924 г., заедно с никелови монети от 1 и 2 франка. Франковите монети носят надписа „Bon Pour“, което означава, че са жетони, „подходящи за“ 1 или 2 франка. Такива надписи се появяват и върху съвременните френски и белгийски монети.
През 1929 г. са емитирани първите сребърни монети в Люксембург от края на 18 век, 5 и 10 франка. Бронзови монети от 5, 10 (по-малки от по-ранните емисии) и 25 сантима и никелови от 50 сантима са въведени през 1930 г. Последните монети преди Втората световна война са монети от мелхиор от 25 сантима и 1 франк, емитирани през 1938 и 1939 г.
Първите монети, емитирани след войната, са бронзови монети от 25 сантима и медно-никелови монети от 1 франк, въведени през 1946 г. Те са последвани от монети от мелхиор от 5 франка през 1949 г. През 1952 г. размерът на монетата от 1 франк е намален, за да съответства на този на белгийската монета от 1 франк, въведена през 1950 г. От този момент нататък всички нови люксембургски монети съответстват на размерите и състава на техните белгийски аналози, въпреки че монетата от 25 сантима не е променена, за да съответства на белгийската монета, въведена през 1964 г. През 1971 г. са въведени никелови монети от 10 франка, последвани от бронзови монети от 20 франка през 1980 г. и никелови монети от 50 франка през 1987 г. Размерът и съставът на монетите от 1 и 5 франка отново са променени съответно през 1988 г. и 1986 г., за да съответстват на белгийските им аналози.
Тъй като Люксембург има сравнително малко население и тъй като белгийските монети са толкова изобилно циркулиращи, рядко се е налагало Люксембург да издава монети всяка година, особено в по-късните години по време на промени в дизайна, когато голям брой монети са сечени в Брюксел, за да снабдяват малката страна за много години напред. В резултат на това някои дати се появяват само в монетни дворове, докато на много други дати изобщо не са сечени стандартни монети. Много по-ранни дати се променят често, като по-големите деноминации често са с едногодишни дизайни.

## Банкноти
Преди Първата световна война банкнотите са издавани от Международна банка в Люксембург (МБЛ) и Националната банка, деноминирани в талери, марки и понякога във франкове, с обменен курс от 1 франк = 80 пфенига (относителните златни стандарти биха предполагали курс от 1 франк = 81 пфенига), използвани за двувалутни банкноти.
През 1914 г. са емитирани банкноти на Държавното съкровище. Първата серия е деноминирана във франкове и марки, но това са последните люксембургски банкноти, които включват германската валута. Деноминациите са от 1, 2, 5, 25 и 125 франка (80 пфенига, 1,6, 4, 20 и 100 марки). През 1919 г. е издадена втора серия банкноти на Държавното съкровище с нови номинали от 50 сантима и 500 франка. През 1923 г. МБЛ издава първите от няколко вида банкноти от 100 франка, които продължават до 80-те години. През 1932 г. държавата въвежда банкноти от 50 франка, последвани от банкноти от 1000 франка през 1940 г.
През 1944 г., след освобождението, франкът е въведен отново с нова серия банкноти в купюри от 5, 10, 20, 50 и 100 франка. Банкнотите от 5 франка са заменени с монети през 1949 г., последвани от банкнотите от 10 франка през 1971 г., банкнотите от 20 франка през 1980 г. и банкнотите от 50 франка през 1987 г.
През 1985 г. дружеството Luxembourgeois Monétaire Luxembourgeois поема издаването на хартиени банкноти от правителството и издава първите следвоенни банкноти от 1000 франка. Те са последвани от банкноти от 100 франка през 1986 г. и банкноти от 5000 франка през 1993 г.